# Seznam slovenskih arheologov
Seznam slovenskih arheologov (vključuje tudi tuje arheologe, ki so delovali na slovenskem ozemlju)

## A
- Mihovil Abramić
- Jakob Aleksič
- Bartholomeaus Amantius
- Jozafat Ambrožič
- Maja Andrič
- Monika Arh
- Giorlamo Asquini

## B
- Boris Bačić (Hrv./Istra)
- David Badovinac
- (Franjo Baš)
- Šime Batović (Hrv.)
- Maja Bausovac
- Alma Bavdek
- Uroš Bavec
- Iris Bekljanov Zidanšek
- Mateja Belak
- Alojz Benac (BiH)
- Tina Berden
- Vladimira Bertoncelj Kučar
- Helena Bešter
- Josef Julius Binder
- Polona Bitenc
- Paolo Bizarro
- Matjaž Bizjak
- Nejc Bizjak
- (Marjan Blažon)
- Martina Blečić Kavur
- Silvo Bokal (amater - Savinja)
- Lojze Bolta
- Elica Boltin-Tome
- Dragan Božič
- (Rasto Božič)
- Helena Bras Kernel
- Rudolf Bratanič
- Tadej Brate
- Patricija Bratina
- Tatjana Bregant
- Danilo Breščak
- Andreja Breznik
- Maja Bricelj
- Danijela Brišnik
- Mitja Brodar
- Srečko Brodar
- Mihael Budja

## C
- Nina Caf
- Vojka Cestnik
- (Tone Cevc)
- Slavko Ciglenečki
- (Metka Culiberg)
- Radovan Cunja
- Mirina Cvikl Zupančič (Mirina Zupančič)
- (Jan Cvitkovič)

## Č
- Stanko Čadež
- Saša Čaval
- Irma Čremošnik
- Matija Črešnar
- Anja Črešnar Vintar
- (Katarina Čufar)

## D
- Dragotin (Karel) Dežman
- (Avgust Dimitz)?
- Karl Dinklage
- Janez Dirjec
- Saša Djura Jelenko
- Bojan Djurić (Đurić)
- Andreja Dolenc Vičič
- Matej Draksler
- Anja Dular (r. Zwitter)
- Janez Dular
- Ejnar Dyggve ?

## Đ
- Bojan Đurić (Djurić)

## E
- Rudolf Egger
- Miran Erič

## F
- Tomaž Fabec
- Aleksandra Faber (slovensko-hrvaška)
- Franc Ferk
- Otto Fischbach
- Stanko Flego
- Marko Frelih

## G
- Slavko Gaberc?
- Stane Gabrovec
- Andrej Gaspari
- Teja Gerbec
- (Franz Glaser)
- Paul Gleischer (Celovec)
- Ida Gnilšak ?
- Anton Gnirs
- (Petra Golja)
- Marcel Gorenc (slov.-hrvaški)
- Lucija Grahek
- Tatjana Greif
- Janez Grilc (amater)
- Darja Grosman
- Luka Gruškovnjak
- Mitja Guštin
- Maja Gutman Levstik?

## H
- Zorko Harej (1949-90)
- Anja Hellmuth Kramberger (Nemka)
- Margareta Ana Hirschbäck Merhar
- Jošt Hobič
- Ferdinand Hochstetter
- Viktor Hoffiller
- Barbara Hofman
- Barbara Horn
- Jana Horvat
- Martin Horvat
- Milena Horvat
- Katja Hrobat (-Virgolet)
- Ivan Marija Hrovatin
- Jožica Hrustel Hercigonja
- Rok Humerca
- Kristjan Husič
- Samo Hvalec

## I
- Janka Istenič

## J
- Maja Janežič
- Izidor Janžekovič
- Franc Jarc (numizmatik)
- Saša Djura Jelenko
- Aleksander Jeločnik (numizmatik)
- Barbara Jerin
- Blagoje Jevremov
- Vinko Jordan ?
- Draško Josipovič

## K
- Tomislav Kajfež
- Mihela Kajzer (-Cafnik)
- Pietro Kandler
- Snježana Karinja
- Špela Karo
- Jože Kastelic
- (Lojze Kastelic)
- Monika Kavalir
- Boris Kavur
- Branko Kerman
- Anton Kern (Avstrija)
- Rok Klasinc
- Josip Klemenc
- Tone Knez
- Timotej Knific
- (Franc Kimovec)
- Dragica Knific Lunder
- Eva Kocuvan
- Vera Kolšek
- Vesna Koprivnik
- Josip Korošec
- Paola Korošec
- Peter Kos
- Georg Kossack (Nemčija)
- Silvin Košak
- Uroš Košir
- Otmar Kovač
- (Milan Kovač-konservator)
- Ana Kovačič
- Jure Krajšek
- Bine Kramberger
- Dušan Kramberger
- (Taja Kramberger)
- Borut Križ
- Ana Kruh
- Maja Kumprej Gorjanc
- Ignacij Kušljan

## L
- Boštjan Laharnar
- Brane Lamut?
- Andrej Lasič
- Lucija Lavrenčič
- Maja Lavrič
- Evgen Lazar
- Irena Lazar
- France Leben
- (Petra Leben-Seljak)
- (Lojze Lebič)
- Elena Leghissa
- Tamara Leskovar
- Benedetto Lonza
- Vlado Lorber
- Fran Lorger
- Milan Lovenjak
- Edisa Lozić
- Rajko Ložar
- Judita Lux

## M
- Andrej Magdič
- Enrico Majonica
- Carlo Marchesetti
- Branko Marušić (deloval na Hrvaškem-Istra) (1926-1991)
- Rene Masaryk (Čeh)
- Phil Mason
- Andreja Maver
- (Marie Mecklenburg)
- Marko Mele (Avstrija-Gradec)
- Janez Meterc
- Anja Mihelič Pogorelčnik
- Iva Mikl Curk
- France Milavec
- Tina Milavec
- Zrinka Mileusnić
- Irena Mirnik Prezelj
- Alenka Miškec
- Štefan Mlakar (slov.-hrvaški)
- Dimitrij Mlekuž Vrhovnik
- Miha Mlinar
- Zvezdana Modrijan
- Vojeslav Molè
- Nikolaj Mozetič
- Tadeja Mulh
- Alfons Müllner
- Ida Murgelj
- Branko Mušič

## N
- Tomaž Nabergoj
- Barbara Nadbath
- Aleksandra Nestorović
- Predrag Novaković
- Matjaž Novšak
- Rachel K. Novšak

## O
- Boštjan Odar ?
- Mija (Marija) Ogrin
- Franc Okoren ?
- Drago Oman
- Blaž Orehek
- Ana Ornik Turk
- Bernard(in)a Osmuk/Nada Osmuk
- Franc Osole

## P
- (Martina Pacher)
- Stanko Pahič
- Mojca Pahor
- Primož Pavlin
- Daša Pavlovič
- Jernej Pečnik
- Efrem Marcel Pegan
- Bernarda Perc
- Franc Peruzzi (tudi Franišek Peruci)
- (Martin Peruzzi)
- Brigita Petek
- Pavla Peterle Udovič
- Peter Petru
- Simona Petru
- Sonja Petru
- (Miran Pflaum)
- Veronika Pflaum
- Pavel Pibernik (sakralna a.)
- Darja Pirkmajer
- Ljudmila Plesničar Gec
- Rok Plesničar
- Ana Plestenjak
- Andrej Pleterski
- Tilen Podobnik
- Blaž Podpečan
- Jože Pohlen ?
- Kamilo Prašnikar
- Primož Predan
- Katarina Katja Predovnik
- Anton Premerstein
- Špela Prunk
- (Alberto Pucer)
- Jana Puhar
- Ivan Puš (1930-2000)

## R
- Anja Ragolič
- Irena Rajterič Sivec
- Amand Rak
- Igor Ravbar
- Barbara Ravnik
- Mateja Ravnik
- Jurij Ravnik
- Mateja Ravnik
- Jernej Rihter
- Tatjana Robič?
- Luka Rozman
- Maja Ritonja Božič
- Maja Rudolf Markovič
- Gašper Rutar
- Simon Rutar
- Tomaž Rutar
- Leon Ružička

## S
- Maša Saccara
- Milan Sagadin
- Maša Sakara Sučević
- Viktor Saksida (1922–2021)
- Dunja Salecl
- Samo Sankovič
- Balduin Saria
- Valentin/Tine Schein
- Ana Schiffrer
- Walter Schmid
- Josip Schmoranzer
- Arnold Schober
- Jurij Schön
- Étienne Marie Siauve
- Viktor Skrabar (1877–1938)
- Marijan Slabe (1932-2022)
- Božidar Slapšak
- Anton Smodič
- Jurij Soklič
- Nina Sovdat
- Marko Sraka
- Pietro Matteo Stancovich
- Zoran Stančič ?
- France Starè
- Vida Stare
- Kaja Stemberger
- Petra Stipančić
- Joseph Heinrich Stratil
- Mira Strmčnik Gulič
- Tit Strmljan
- Marko Strnad
- Helena Stupan
- Martina Stupar?
- Vesna Svetličič Turk
- Drago Svoljšak
- Josef Szombathy

## Š
- Jaroslav Šašel
- Marjeta Šašel Kos
- Irena Šavel
- Andrej Šemrov
- (Alojz Šercelj)?
- Ahac Šinkovec
- Irena Šinkovec
- Brina Škvor Jernejčič
- (Katarina Šmid)?
- (Valter Šmid)
- Ivan Šprajc
- Vinko Šribar
- Gregor Štibernik
- Jože Štukl
- Benjamin Štular
- Zorka Šubic
- Katja Švarc

## T
- Sergio Tavano (Italija)
- Sneža Tecco Hvala
- Antiquus Tergestinus
- Biba (Ljubinka) Teržan
- Gojko Tica
- (Aleksandar Todorović)
- (Tjaša Tolar: arheobotanika)
- Marjana Tomanič Jevremov
- (Tatjana Tomazo Ravnik)
- Alenka Tomaž
- Špela Tomažinčič
- Željko Tomičić (Hrv.)
- Mija Topličanec
- (Borut Toškan : arheozoolog)
- Neva Trampuž Orel
- Ivan (Janez) Turk
- Matija Turk
- Peter Turk
- Ivan Tušek

## U
- Katarina Udovč
- Rafko Urankar
- Marko Urbanija
- Mehtilda Urleb
- Anja Uršič

## V
- Andrej Valič
- Janez Vajkard Valvasor
- Anton Velušček
- Tomaž Verbič (geoarheolog)
- Nika Veršič
- Boris Vičič
- Nataša Vidic ?
- Verena Vidrih Perko
- Manca Vinazza
- (Valentin Vodnik)
- Alenka Vogrin
- Petra Vojaković
- Mojca Vomer Gojkovič
- Iztok Vrenčur
- Davorin Vuga

## W
- Hans Winkler

## Z
- Katharina Zanier
- Mirina Zupančič (Cvikl)
- Nina Zupančič ?
- (Lars Zver)

## Ž
- Beatriče Žbona Trkman
- Janja Železnikar
- Andreja Žibrat Gašparič
- Ivan Žižek
- Jakob Žmavc
- Alja Žorž
- Matej Župančič
- Bernarda Županek
- Niko Županič?